# Битва у подковной излучины
Битва у подковной излучины (англ. Battle of Horseshoe Bend) — битва англо-американской войны 1812 года между фракцией «красных палок» индейцев крик и армией США совместно с её индейскими союзниками в излучине реки Таллапуса, Алабама. 27 марта 1814 года армия США и союзные индейцы под командованием генерала Эндрю Джексона разгромили красных палок, часть племени криков, которая противостояла американской экспансии. Эта победа завершила крикскую войну, привела к аннексии обширных индейских территорий и покончила с вооружённым сопротивлением индейцев на юго-востоке США, за исключением испанской на тот момент Флориды.

## Предыстория
В войне 1812 года племена криков на территории Джорджии и Алабамы разделились на две враждующие фракции. Верхние крики или «красные палки» противостояли американской экспансии и поддерживали британскую армию, а также получали помощь от колониальных властей Испании во Флориде. Нижние крики были культурно и экономически связаны с США, находились под влиянием американского агента по делам индейцев Бенджамина Хокинса и не хотели разрывать хорошие отношения с американцами.
Вождь шауни Текумсе, в своих поездках 1811—1812 годов по юго-востоку США встречался с криками и набирал воинов для войны против американцев. Молодые воины верхних криков, желавшие восстановить обычаи и религию племени и противостоять американской экспансии и ассимиляции, сформировали фракцию «красных палок» и начали рейды на поселения проамериканских нижних криков.
В 1813 году на основе информации от индейских шпионов милиция южных штатов перехватила отряд «красных палок», который возвращался с продовольствием, порохом и свинцом, полученным от испанских властей во Флориде. Несмотря на численное превосходство и внезапность нападения в битве сожжённого зерна американцы, увлёкшись грабежом каравана, потерпели поражение от неожиданно вернувшихся индейцев. Эта битва формально стала объявлением войны между США и «красными палками». В отместку в августе 1813 «красные палки», собрав отряд в 1000 воинов, атаковали и взяли Форт Мимс. Помимо защитников форта «красные палки» вырезали почти всех укрывшихся в форте индейцев тенсо, метисов и белых поселенцев. В живых оставили только рабов, 3 женщин и 10 детей. Эта атака была направлена в первую очередь против индейцев тенсо, «отщепенцев и предателей». Но в итоге резня в форте Мимс послужила мобилизации милиции Теннесси, Джорджии и Территории Миссисипи, а также союзных индейцев. Несмотря на войну с Великобританией, федеральное правительство выделило один пехотный полк. Это сделало возможной организацию масштабной военной операции.
Командовал операцией генерал Эндрю Джексон. Основу его армии составляла милиция Теннесси, которую он превратил в хорошо обученную боевую силу. Кроме того, он получил в своё распоряжение 39-й пехотный полк и около 600 воинов чероки, чокто и нижних криков.

## Битва

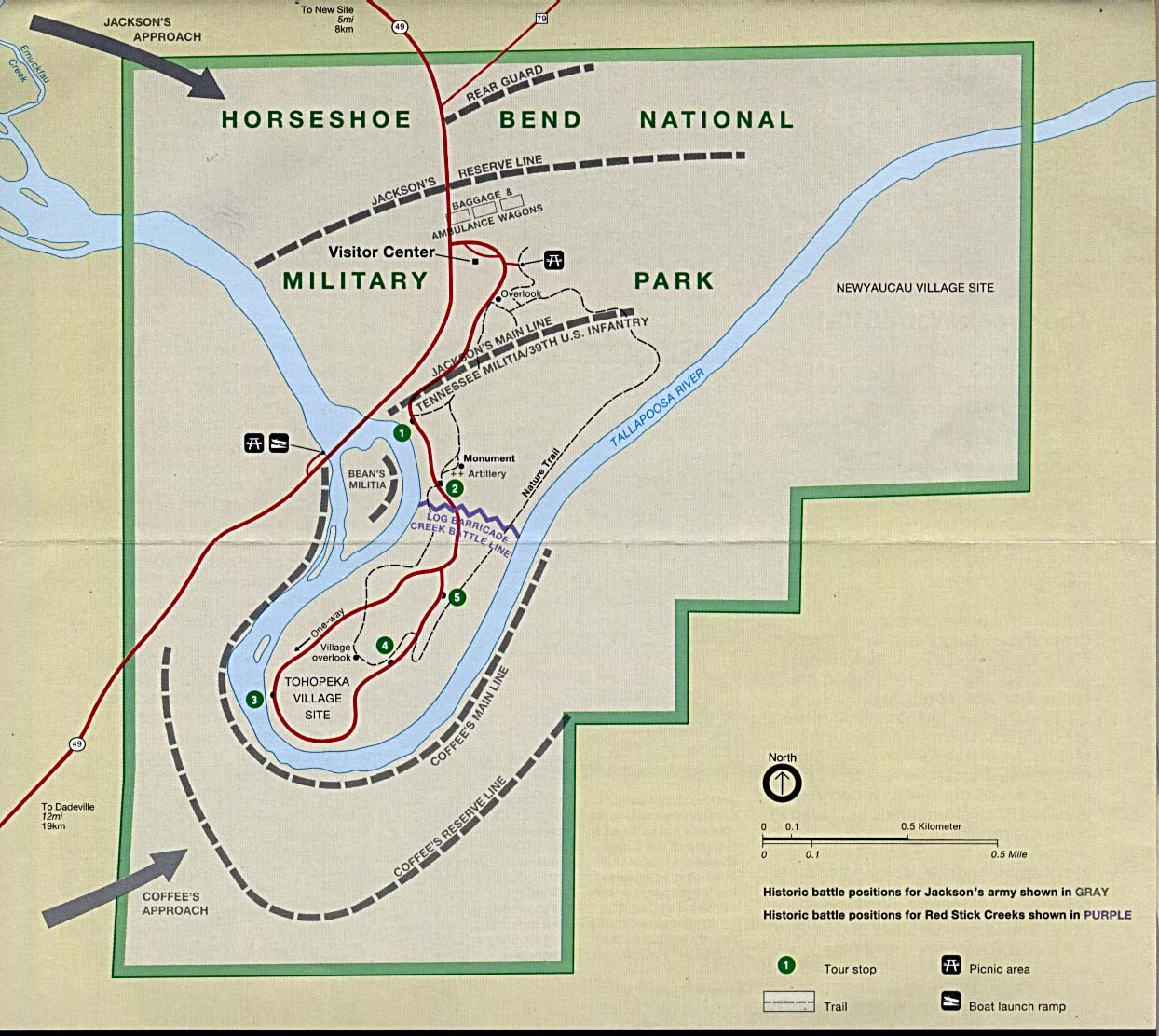
Диспозиция

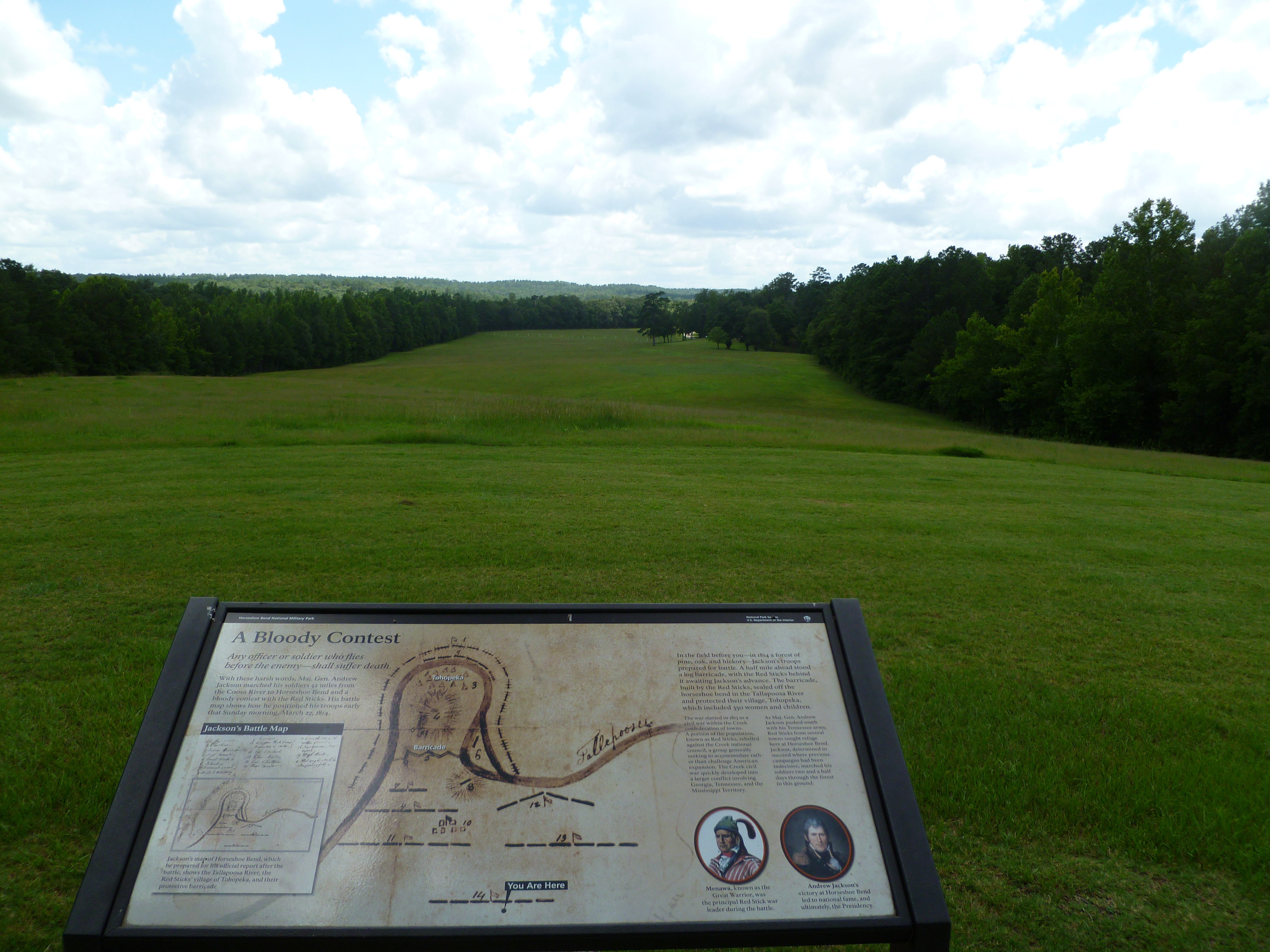
Поле боя

27 марта 1814 года генерал Джексон вывел свои войска, состоящие из 2600 американских солдат, 500 чероки и чокто и 100 нижних криков на крутой холм недалеко от главного укрепления «красных палок». Эта высота позволяла контролировать местность и организовать атаку на укрепления индейцев. Ранним утром он разделил войска и отправил около 1300 солдат (конную пехоту и союзных индейцев) под командой генерала Джона Коффи через реку для полного окружения лагеря криков. В 10:30 Джексон начал артобстрел из двух пушек, который продолжался два часа. Ущерб от артподготовки для криков из-за зигзагообразного бруствера из брёвен и глины протяжённостью более 350 метров оказался незначительным. Позднее Джексон писал:
Трудно представить позицию более выгодную для обороны, чем выбранная индейцами, а при сооружении бруствера они проявили впечатляющее военное искусство. Войска, атакующие бруствер, оказывались под огнём с обоих флангов, а противник за бруствером оставался неуязвимым. Прошить позицию противника фланговым пушечным огнём было невозможно, даже если бы мы захватили одну оконечность бруствера
.
Джексон приказал солдатам идти во фронтальную штыковую атаку. 39-й полк под командованием полковника Джона Вильямса, атаковал бруствер и вступил с криками в рукопашную схватку. Сэм Хьюстон (будущий герой войны в Техасе) служил лейтенантом в отряде Джексона. Он одним из первых взобрался на бруствер и был ранен стрелой. Эта рана потом беспокоила Хьюстона всю жизнь.
Тем временем милиция Теннесси под командованием генерала Джона Коффи ударила с другой стороны через реку и обеспечила Джексону решающее преимущество. Однако крики отказались сдаться (или их не считали нужным брать в плен), и сражение продолжалось более пяти часов. В итоге примерно 800 из 1000 воинов «красных палок» были убиты. Джексон потерял убитыми менее 50 американских солдат, и ещё 154 были ранены, его индейские союзники потеряли вдвое меньше.
После боя солдаты Джексона вырезали из кожи индейцев поводья уздечек, вели подсчёт убитых, отрезая им носы, и отсылали снятую с трупов одежду в качестве сувениров «дамам Теннесси».
Вождь Менава был серьёзно ранен, но выжил. Вопреки всем стараниям американцев блокировать лагерь, он сумел вывести около 200 воинов, переправился через реку и направился к семинолам в испанскую Флориду.
Сведений о пленных нет. В одном источнике сообщается о 206 раненых, но поскольку всего криков было около 1000 и более 800 из них убито, то под ранеными, вероятно, имеются в виду те 200 индейцев, которым удалось вырваться из окружения. Некоторые источники называют это сражение «неторопливой, тщательной бойней».

## Итоги
9 августа 1814 года Эндрю Джексон вынудил криков подписать Договор форта Джексон. Крики отдавали американцам 93 000 км² в центральной части Алабамы и в южной Джорджии. Американцы аннексировали, в том числе, и земли нижних криков, своих союзников. Из этих земель 7700 км² отошли, хотя и ненадолго, другим союзникам США — индейцам чероки. После подписания договора Джексон был повышен в звании.
Эта победа и захват обширных территорий, наряду с победой в битве за Новый Орлеан, способствовали укреплению репутации и значительному росту общенациональной популярности Джексона. В 1828 году он был избран президентом США и вскоре депортировал всех индейцев, включая своих союзников в этой битве, с востока США в Оклахому.